# 펜나피에디몬테
펜나피에디몬테(이탈리아어: Pennapiedimonte)는 이탈리아 아브루초주 키에티도에 있는 코무네이다.